# Station Wulften
Station Wulften (Haltepunkt Wulften) is een spoorwegstation in de Duitse plaats Wulften am Harz, in de deelstaat Nedersaksen. Het station ligt aan de spoorlijn Northeim - Nordhausen. Tot 29 februari 1996 eindigde in Wulften de spoorlijn Leinefelde - Wulften. Tot het voorjaar 2005 werd de lijn opgebroken en station Wulften afgewaardeerd van station (Bahnhof) tot een eenvoudige halte.

## Indeling
Het station beschikt over twee zijperrons, die niet zijn overkapt maar voorzien van abri's. De perrons zijn verbonden via een overweg in de straat Mühlenstraße. Rondom het station zijn er een aantal parkeerplaatsen en fietsenstallingen. Aan de zuidzijde staat het stationsgebouw van Wulften, maar deze wordt als dusdanig niet meer gebruikt.

## Verbindingen
De volgende treinseries doen het station Wulften aan:
| Serie | Treinsoort                   | Route                                                                                                | Bijzonderheden                                                         |
| ----- | ---------------------------- | --- | ---------------------------------------------------------------------- |
| RB 80 | Regionalbahn (DB Regio Nord) | Göttingen – Northeim (Han) – Wulften – Herzberg (Harz) – Bad Lauterberg im Harz Barbis – Nordhausen  | Eenmaal per twee uur                                                   |
| RB 81 | Regionalbahn (DB Regio Nord) | Nordhausen – Bad Lauterberg im Harz Barbis – Herzberg (Harz) – Wulften – Northeim (Han) – Bodenfelde | Eenmaal per twee uur; versterkingsritten tussen Bodenfelde en Northeim |